# Valdiviella oligarthra
Valdiviella oligarthra är en kräftdjursart som beskrevs av Adolphe Adolf Steuer 1904. Valdiviella oligarthra ingår i släktet Valdiviella och familjen Aetideidae. Inga underarter finns listade i Catalogue of Life.